# Kate Ryan/Diskografie
Diese Diskografie ist eine Übersicht über die musikalischen Werke der belgischen Pop-Sängerin Kate Ryan. Den Schallplattenauszeichnungen zufolge hat sie mehr als 820.000 Tonträger verkauft, davon alleine in ihrer Heimat über 120.000. Ihre erfolgreichste Veröffentlichung ist die Single Désenchantée über 535.000 verkauften Einheiten.

## Alben

### Studioalben
| Jahr | Titel        | Höchstplatzierung, Gesamtwochen, AuszeichnungChartplatzierungen (Jahr, Titel, Platzierungen, Wochen, Auszeichnungen, Anmerkungen) | Höchstplatzierung, Gesamtwochen, AuszeichnungChartplatzierungen (Jahr, Titel, Platzierungen, Wochen, Auszeichnungen, Anmerkungen) | Höchstplatzierung, Gesamtwochen, AuszeichnungChartplatzierungen (Jahr, Titel, Platzierungen, Wochen, Auszeichnungen, Anmerkungen) | Höchstplatzierung, Gesamtwochen, AuszeichnungChartplatzierungen (Jahr, Titel, Platzierungen, Wochen, Auszeichnungen, Anmerkungen) | Höchstplatzierung, Gesamtwochen, AuszeichnungChartplatzierungen (Jahr, Titel, Platzierungen, Wochen, Auszeichnungen, Anmerkungen) | Anmerkungen                                            |
| Jahr | Titel        | DE | AT | CH | BEF | BEW | Anmerkungen                                            |
| ---- | ------------ | --- | --- | --- | --- | --- | ------------------------------------------------------ |
| 2002 | Different    | DE23 (52 Wo.)DE | AT26 (21 Wo.)AT | CH14 Gold · (28 Wo.)CH | BEF8 (20 Wo.)BEF | — | Erstveröffentlichung: 17. Juni 2002 Verkäufe: + 90.000 |
| 2004 | Stronger     | DE13 (14 Wo.)DE | AT43 (14 Wo.)AT | CH14 (11 Wo.)CH | BEF22 (22 Wo.)BEF | — | Erstveröffentlichung: 27. März 2004 Verkäufe: + 20.000 |
| 2006 | Alive        | DE73 (1 Wo.)DE | — | CH73 (2 Wo.)CH | BEF13 (11 Wo.)BEF | — | Erstveröffentlichung: 15. September 2006               |
| 2008 | Free         | DE47 (4 Wo.)DE | — | CH96 (1 Wo.)CH | BEF4 (18 Wo.)BEF | — | Erstveröffentlichung: 26. Mai 2008 Verkäufe: + 10.000  |
| 2012 | Electroshock | — | — | — | BEF6 (10 Wo.)BEF | — | Erstveröffentlichung: 25. Juni 2012                    |

### Kompilationen
| Jahr | Titel             | Höchstplatzierung, Gesamtwochen, AuszeichnungChartplatzierungen (Jahr, Titel, Platzierungen, Wochen, Auszeichnungen, Anmerkungen) | Höchstplatzierung, Gesamtwochen, AuszeichnungChartplatzierungen (Jahr, Titel, Platzierungen, Wochen, Auszeichnungen, Anmerkungen) | Höchstplatzierung, Gesamtwochen, AuszeichnungChartplatzierungen (Jahr, Titel, Platzierungen, Wochen, Auszeichnungen, Anmerkungen) | Höchstplatzierung, Gesamtwochen, AuszeichnungChartplatzierungen (Jahr, Titel, Platzierungen, Wochen, Auszeichnungen, Anmerkungen) | Höchstplatzierung, Gesamtwochen, AuszeichnungChartplatzierungen (Jahr, Titel, Platzierungen, Wochen, Auszeichnungen, Anmerkungen) | Anmerkungen                            |
| Jahr | Titel             | DE | AT | CH | BEF | BEW | Anmerkungen                            |
| ---- | ----------------- | --- | --- | --- | --- | --- | -------------------------------------- |
| 2008 | Essential         | — | — | — | BEF88 (2 Wo.)BEF | — | Erstveröffentlichung: 11. Juli 2008    |
| 2009 | French Connection | — | — | — | BEF21 (12 Wo.)BEF | — | Erstveröffentlichung: 17. Oktober 2009 |

## Singles

### Als Leadmusikerin
| Jahr | Titel Album                                 | Höchstplatzierung, Gesamtwochen, AuszeichnungChartplatzierungen (Jahr, Titel, Album, Platzierungen, Wochen, Auszeichnungen, Anmerkungen) | Höchstplatzierung, Gesamtwochen, AuszeichnungChartplatzierungen (Jahr, Titel, Album, Platzierungen, Wochen, Auszeichnungen, Anmerkungen) | Höchstplatzierung, Gesamtwochen, AuszeichnungChartplatzierungen (Jahr, Titel, Album, Platzierungen, Wochen, Auszeichnungen, Anmerkungen) | Höchstplatzierung, Gesamtwochen, AuszeichnungChartplatzierungen (Jahr, Titel, Album, Platzierungen, Wochen, Auszeichnungen, Anmerkungen) | Höchstplatzierung, Gesamtwochen, AuszeichnungChartplatzierungen (Jahr, Titel, Album, Platzierungen, Wochen, Auszeichnungen, Anmerkungen) | Anmerkungen                                                                  |
| Jahr | Titel Album                                 | DE | AT | CH | BEF | BEW | Anmerkungen                                                                  |
| ---- | ------------------------------------------- | --- | --- | --- | --- | --- | ---------------------------------------------------------------------------- |
| 2001 | Scream for More Different                   | — | AT15 (11 Wo.)AT | — | BEF9 (15 Wo.)BEF | — | Erstveröffentlichung: 19. Februar 2001                                       |
| 2001 | U R (My Love) Different                     | — | — | — | BEF17 (9 Wo.)BEF | — | Erstveröffentlichung: 15. Oktober 2001                                       |
| 2002 | Désenchantée Different                      | DE2 Gold · (19 Wo.)DE | AT3 (19 Wo.)AT | CH11 (45 Wo.)CH | BEF1 ×2Doppelplatin · (27 Wo.)BEF | BEW14 (14 Wo.)BEW | Erstveröffentlichung: 29. März 2002 Verkäufe: + 530.000                      |
| 2002 | Mon coeur résiste encore Different          | DE27 (9 Wo.)DE | — | CH35 (7 Wo.)CH | BEF7 Gold · (14 Wo.)BEF | BEW4 (14 Wo.)BEW | Erstveröffentlichung: 13. Mai 2002 Verkäufe: + 15.000                        |
| 2002 | Libertine Different                         | DE7 (15 Wo.)DE | AT7 (17 Wo.)AT | CH26 (19 Wo.)CH | BEF7 Gold · (13 Wo.)BEF | BEW34 (6 Wo.)BEW | Erstveröffentlichung: 20. August 2002 Verkäufe: + 15.000                     |
| 2004 | Only If I Stronger                          | DE27 (9 Wo.)DE | AT25 (8 Wo.)AT | CH34 (14 Wo.)CH | BEF16 (11 Wo.)BEF | — | Erstveröffentlichung: 21. Februar 2004                                       |
| 2004 | The Promise You Made / La Promesse Stronger | DE19 (13 Wo.)DE | AT21 (20 Wo.)AT | CH50 (6 Wo.)CH | BEF8 (17 Wo.)BEF | BEW35 (9 Wo.)BEW | Erstveröffentlichung: 12. April 2004                                         |
| 2004 | Goodbye Stronger                            | DE52 (9 Wo.)DE | AT47 (8 Wo.)AT | CH93 (1 Wo.)CH | BEF30 (8 Wo.)BEF | — | Erstveröffentlichung: 15. Juni 2004                                          |
| 2006 | Je t’adore Alive                            | DE26 (9 Wo.)DE | AT38 (5 Wo.)AT | CH65 (5 Wo.)CH | BEF1 Gold · (21 Wo.)BEF | BEW11 (14 Wo.)BEW | Erstveröffentlichung: 25. Februar 2006 Verkäufe: + 15.000                    |
| 2006 | Alive                                       | DE42 (4 Wo.)DE | AT54 (2 Wo.)AT | — | BEF4 (16 Wo.)BEF | — | Erstveröffentlichung: 26. August 2006                                        |
| 2006 | All for You Alive                           | — | — | — | BEF37 (7 Wo.)BEF | — | Erstveröffentlichung: 16. Dezember 2006                                      |
| 2007 | Voyage voyage / We All Belong Free          | DE13 (9 Wo.)DE | AT26 (12 Wo.)AT | — | BEF2 Gold · (16 Wo.)BEF | BEW28 (6 Wo.)BEW | Erstveröffentlichung: 10. Mai 2007 Verkäufe: + 35.000                        |
| 2008 | L.I.L.Y. Free                               | — | — | — | BEF12 (12 Wo.)BEF | — | Erstveröffentlichung: 1. Februar 2008                                        |
| 2008 | Ella elle l’a Free                          | DE10 (11 Wo.)DE | AT23 (14 Wo.)AT | CH50 (4 Wo.)CH | BEF7 (17 Wo.)BEF | BEW34 (1 Wo.)BEW | Erstveröffentlichung: 5. April 2008 Verkäufe: + 120.000                      |
| 2008 | I Surrender Free                            | — | — | — | BEF27 (8 Wo.)BEF | — | Erstveröffentlichung: 14. August 2008                                        |
| 2009 | Babacar French Connection                   | DE28 (4 Wo.)DE | AT53 (2 Wo.)AT | — | BEF17 (5 Wo.)BEF | — | Erstveröffentlichung: 15. Juni 2009                                          |
| 2009 | Évidemment French Connection                | — | — | — | BEF27 (4 Wo.)BEF | — | Erstveröffentlichung: 9. Oktober 2009                                        |
| 2011 | LoveLife Electroshock                       | — | — | — | BEF21 (4 Wo.)BEF | — | Erstveröffentlichung: 8. April 2011                                          |
| 2011 | Broken Electroshock                         | — | — | — | BEF30 (5 Wo.)BEF | — | Erstveröffentlichung: 7. Oktober 2011 feat. Narco                            |
| 2015 | Junebug (live) –                            | — | — | — | BEF38 (1 Wo.)BEF | — | Erstveröffentlichung: 23. März 2015                                          |
| 2015 | Sweet Friend of Mine (live) –               | — | — | — | BEF7 (3 Wo.)BEF | — | Erstveröffentlichung: 27. April 2015                                         |
| 2015 | Runaway (Smalltown Boy) –                   | — | — | — | BEF23 (7 Wo.)BEF | — | Original: Smalltown Boy von Bronski Beat Erstveröffentlichung: 20. Juli 2015 |
| 2016 | Wonderful Life –                            | — | — | — | BEF30 (2 Wo.)BEF | — | Erstveröffentlichung: 11. Januar 2016                                        |
| 2019 | Gold –                                      | — | — | — | BEF27 (9 Wo.)BEF | — | Sam Feldt x Kate Ryan Erstveröffentlichung: 15. März 2019                    |

Weitere Singles
- 2008: Tonight We Ride / No digas que no
- 2009: Your Eyes

### Als Gastmusikerin
| Jahr | Titel Album | Höchstplatzierung, Gesamtwochen, AuszeichnungChartplatzierungen (Jahr, Titel, Album, Platzierungen, Wochen, Auszeichnungen, Anmerkungen) | Höchstplatzierung, Gesamtwochen, AuszeichnungChartplatzierungen (Jahr, Titel, Album, Platzierungen, Wochen, Auszeichnungen, Anmerkungen) | Höchstplatzierung, Gesamtwochen, AuszeichnungChartplatzierungen (Jahr, Titel, Album, Platzierungen, Wochen, Auszeichnungen, Anmerkungen) | Höchstplatzierung, Gesamtwochen, AuszeichnungChartplatzierungen (Jahr, Titel, Album, Platzierungen, Wochen, Auszeichnungen, Anmerkungen) | Höchstplatzierung, Gesamtwochen, AuszeichnungChartplatzierungen (Jahr, Titel, Album, Platzierungen, Wochen, Auszeichnungen, Anmerkungen) | Anmerkungen                                                                  |
| Jahr | Titel Album | DE | AT | CH | BEF | BEW | Anmerkungen                                                                  |
| ---- | ----------- | --- | --- | --- | --- | --- | ---------------------------------------------------------------------------- |
| 2001 | Oh Baby I – | — | — | — | BEF47 (2 Wo.)BEF | — | Erstveröffentlichung: 1. Dezember 2001 Esther, Kate, Linda, Maaike & Pascale |

Weitere Gastbeiträge
- 2005: Kippensoep voor iedereen (mit De Kippensoep Allstars)
- 2007: Spoiled (Regi Pexton & Kate Ryan)
- 2008: Caminaré (Soraya Arnelas & Kate Ryan)

## Autorenbeteiligungen
Kate Ryan als Autorin in den Charts

| Jahr | Titel Interpretation             | Höchstplatzierung, Gesamtwochen, AuszeichnungChartplatzierungen (Jahr, Titel, Interpretation, Platzierungen, Wochen, Auszeichnungen, Anmerkungen) | Höchstplatzierung, Gesamtwochen, AuszeichnungChartplatzierungen (Jahr, Titel, Interpretation, Platzierungen, Wochen, Auszeichnungen, Anmerkungen) | Höchstplatzierung, Gesamtwochen, AuszeichnungChartplatzierungen (Jahr, Titel, Interpretation, Platzierungen, Wochen, Auszeichnungen, Anmerkungen) | Höchstplatzierung, Gesamtwochen, AuszeichnungChartplatzierungen (Jahr, Titel, Interpretation, Platzierungen, Wochen, Auszeichnungen, Anmerkungen) | Höchstplatzierung, Gesamtwochen, AuszeichnungChartplatzierungen (Jahr, Titel, Interpretation, Platzierungen, Wochen, Auszeichnungen, Anmerkungen) | Anmerkungen                           |
| Jahr | Titel Interpretation             | DE | AT | CH | BEF | BEW | Anmerkungen                           |
| ---- | -------------------------------- | --- | --- | --- | --- | --- | ------------------------------------- |
| 2003 | Do You Wanna Dance Tiffany Gayle | — | — | — | BEF42 (4 Wo.)BEF | — | Erstveröffentlichung: 6. Oktober 2003 |

## Statistik

### Chartauswertung
|                     | DE    | AT    | CH    | BEF     | BEW     |
| ------------------- | ----- | ----- | ----- | ------- | ------- |
| Nummer-eins-Alben   | DE—DE | AT—AT | CH—CH | BEF—BEF | BEW—BEW |
| Top-10-Alben        | DE—DE | AT—AT | CH—CH | BEF3BEF | BEW—BEW |
| Alben in den Charts | DE4DE | AT2AT | CH4CH | BEF7BEF | BEW—BEW |

|                       | DE     | AT     | CH    | BEF      | BEW     |
| --------------------- | ------ | ------ | ----- | -------- | ------- |
| Nummer-eins-Singles   | DE—DE  | AT—AT  | CH—CH | BEF2BEF  | BEW—BEW |
| Top-10-Singles        | DE3DE  | AT2AT  | CH—CH | BEF10BEF | BEW1BEW |
| Singles in den Charts | DE11DE | AT11AT | CH8CH | BEF23BEF | BEW7BEW |

### Auszeichnungen für Musikverkäufe
| Silberne Schallplatte - Frankreich - 2002: für die Single Désenchantée Goldene Schallplatte - Polen - 2004: für das Album Stronger - 2008: für das Album Free - Schweden - 2003: für die Single Désenchantée - Spanien - 2024: für die Single Désenchantée | Platin-Schallplatte - Polen - 2004: für das Album Different - Schweden - 2008: für die Single Ella Elle L’a - Spanien - 2008: für die Single Voyage Voyage 5× Platin-Schallplatte - Spanien - 2008: für die Single Ella Elle L’a |

Anmerkung: Auszeichnungen in Ländern aus den Charttabellen bzw. Chartboxen sind in ebendiesen zu finden.
| Land/RegionAuszeichnungen für Musikverkäufe (Land/Region, Auszeichnungen, Verkäufe, Quellen) | Silber  | Gold       | Platin       | Verkäufe | Quellen                           |
| -------------------------------------------------------------------------------------------- | ------- | ---------- | ------------ | -------- | --------------------------------- |
| Belgien (BRMA)                                                                               | —       | 4× Gold4   | 2× Platin2   | 120.000  | ultratop.be                       |
| Deutschland (BVMI)                                                                           | —       | Gold1      | —            | 300.000  | musikindustrie.de                 |
| Frankreich (SNEP)                                                                            | Silber1 | —          | —            | 125.000  | infodisc.fr                       |
| Polen (ZPAV)                                                                                 | —       | 2× Gold2   | Platin1      | 100.000  | olis.pl                           |
| Schweden (IFPI)                                                                              | —       | Gold1      | Platin1      | 35.000   | sverigetopplistan.se              |
| Schweiz (IFPI)                                                                               | —       | Gold1      | —            | 20.000   | hitparade.ch                      |
| Spanien (Promusicae)                                                                         | —       | Gold1      | 6× Platin6   | 150.000  | elportaldemusica.es promusicae.es |
| Insgesamt                                                                                    | Silber1 | 10× Gold10 | 10× Platin10 |          |                                   |